# Ghost Ship
Pour le film américain sorti en 2002, voir Le Vaisseau de l'angoisse.
Ghost Ship est un film fantastique britannique réalisé par Vernon Sewell et sorti en 1952.

## Synopsis
Un jeune couple de retour des États-Unis décide d'emménager sur un bateau dont les précédents propriétaires ont disparu mystérieusement.

## Distribution
- Dermot Walsh - Guy
- Hazel Court - Margaret
- Hugh Burden - Dr. Fawcett
- John Robinson - Mansel
- Joss Ambler - Yard Manager
- Hugh Latimer - Peter
- Mignon O'Doherty - Mrs. Manley
- Laidman Browne - Coroner
- Meadows White - Yard Surveyor
- Pat McGrath - Bert